# Francis Apesteguy
Francis Apesteguy (24. září 1952, Suresnes – 30. ledna 2022, Orgeval) byl francouzský nezávislý reportér - fotograf. Byl známý jako paparazzi, pracoval pro společnosti jako Sipa Press, Daniel Angeli a Gamma.

## Životopis
Apesteguy začal svou kariéru ve fotografování v módě a reklamě jako asistent Helmuta Newtona. Brzy se stal fotoreportérem v Severním Irsku a pracoval pro Sipa Press a agenturu Daniela Angeliho. Dne 27. září 1972 dostal svou první velkou zakázku, zachycující požár, který vypukl v budově na Champs-Élysées, během kterého zachytil ženu, jak skáče z prvního patra budovy. France-Soir zveřejnil fotografii ve svém následujícím denním vydání.
V červenci 1977 nastoupil Apesteguy do agentury Gamma, se kterou spolupracoval až do prosince 1997. V květnu 1978 byl poslán do Čadu, aby pořídil fotografie z francouzské vojenské operace Tacaud. Po příjezdu byl zatčen a jeho vybavení bylo zabaveno. Byl podezřelý, že je libyjský špión, ale podařilo se mu uprchnout. V roce 1981 byl jednou z hlavních postav filmového dokumentu Reporters, který režíroval Raymond Depardon.
V roce 2014 byl Apesteguy jedním ze sedmi francouzských paparazzi, jejichž fotografie se objevily na výstavě v Centre Pompidou-Metz. V březnu 2015 zahájil Manifeste de l'indignation à l'intention des artistes créateurs et du Ministère de la Justice na podporu své kolegyně Marie-Laure de Deckerové ve společnosti Gamma. Žil a pracoval v Ézy-sur-Eure, kde byl zaměstnán ve Studiu Hanse Lucase.
Apesteguy zemřel 30. ledna 2022 ve věku 69 let.